# Rue de la Providence (Toulouse)
Pour les articles homonymes, voir Rue de la Providence.
La rue de la Providence (en occitan : carrièra de la Providéncia) est une voie de Toulouse, chef-lieu de la région Occitanie, dans le Midi de la France.

## Situation et accès

### Description
La rue de la Providence est une voie publique. Elle se trouve dans le quartier de Guilheméry. Elle correspond à l'ancien chemin vicinal no 48 dit de Providence, qui allait de Bonhoure à Terre-Cabade.
Elle est longue de 857 mètres.
La chaussée compte une voie de circulation, à sens unique entre l'avenue de la Gloire et la rue de Solférino, et à double sens entre la rue de Solférino et l'avenue Camille-Pujol. Elle appartient sur toute sa longueur à une zone 30 et la vitesse y est limitée à 30 km/h. Il n'existe en revanche ni bande, ni piste cyclable.

### Voies rencontrées
La rue de la Providence rencontre les voies suivantes, du sud au nord (« g » indique que la rue se situe à gauche, « d » à droite) :
1. Avenue de la Gloire
2. Rue de Solférino (g)
3. Rue Eugène-Lozes (g)
4. Rue des Roses
5. Rue Sainte-Geneviève (g)
6. Rue Barbès (d)
7. Rue Firmin-Larroque (d)
8. Place Marius-Pinel (g)
9. Rue du Professeur-Jean-Martin (d)
10. Avenue Camille-Pujol

### Transports
La rue de la Providence n'est pas directement desservie par les transports en commun Tisséo. Elle débouche cependant au nord sur l'avenue de la Gloire, parcourue par la ligne de bus 23. Au sud, le long de l'avenue Camille-Pujol, se trouvent les arrêts de la ligne du Linéo L1.
Les stations de vélos en libre-service VélôToulouse les plus proches sont les stations no 176 (1 rue du Général-Jean-Compans), no 197 (6 avenue Louis-Blériot) et no 213 (129 avenue de Castres). Ces deux dernières, situées sur le coteau de la butte du Calvinet, sont depuis 2017 considérées comme des stations Bonus, qui permettent de cumuler du temps supplémentaire pour les abonnés qui y ramènent leur vélo.

## Odonymie
La rue tient son nom de la métairie de la Providence, disparue au XIXe siècle, qui se trouvait sur son parcours. À la fin du XVIIe siècle, elle était le chemin de Bouteillé. Ce n'est qu'en 1868 que la première partie de la rue, entre l'avenue de la Gloire et la rue de Solférino, prit son nom actuel. La deuxième partie était la rue Raynal, en hommage à Jean Raynal (1723-1807), avocat au parlement, membre de l'académie des sciences, inscriptions et belles-lettres, auteur d'une Histoire de la ville de Toulouse parue au milieu du XVIIIe siècle, mais le nom disparut finalement en 1905.

## Patrimoine et lieux d'intérêt

### Maisons toulousaines
- no 9 bis : maison toulousaine (deuxième moitié du XIXe siècle)[5].
- no 13 : maison toulousaine (deuxième moitié du XIXe siècle)[6].
- no 15 : maison toulousaine (deuxième moitié du XIXe siècle)[7].
- no 17 : maison toulousaine (deuxième moitié du XIXe siècle)[8].
- no 19 : maison toulousaine (deuxième moitié du XIXe siècle)[9].
- no 26 : maison toulousaine (deuxième moitié du XIXe siècle)[10].
- no 43 : maison toulousaine (deuxième moitié du XIXe siècle)[11].
- no 45 : maison toulousaine (deuxième moitié du XIXe siècle)[12].
- no 60 : maison toulousaine (deuxième moitié du XIXe siècle)[13].
- no 79 : maison toulousaine (deuxième moitié du XIXe siècle)[14].
- no 83 : maison toulousaine (deuxième moitié du XIXe siècle)[15].
- no 84 : maison toulousaine (deuxième moitié du XIXe siècle)[16].
- no 93 : maison toulousaine (deuxième moitié du XIXe siècle)[17].
- no 103 : maison toulousaine (deuxième moitié du XIXe siècle)[18].
- no 108 : maison toulousaine (deuxième moitié du XIXe siècle)[19].
- no 109 : maison toulousaine (deuxième moitié du XIXe siècle)[20].

### Autres maisons
- no 98 : maison (deuxième quart du XXe siècle)[21].
- no 102 : maison (1938)[22].
- no 140 : maison (1925)[23].